# 安国亨
安國亨（？—1597年），字道隆，號龍源，水西土司、明朝貴州宣慰使。
安國亨是安仁（阿寫）之子。嘉靖二十五年（1546年）安仁去世，安國亨年幼，由安萬銓攝政。嘉靖四十一年（1562年），安國亨年長，安萬銓歸政於他，不久後安萬銓去世。安國亨淫虐，寵倖吳瓊、吳珂二人。安萬銓之子安信欲誅殺吳瓊，被安國亨得知，將安信殺害。隆慶四年（1570年），安信之兄安智當時在安順州，向姐夫永寧宣慰奢效忠借兵討伐水西；同時向明朝告發安國亨謀反。貴州巡撫王諍請求發兵討伐安國亨，安智為總兵安大朝出謀劃策，且約定要提供數萬兵糧。然而，明軍至陸廣河時，安智的軍糧並未運至。王諍派人招安國亨投降，並阻止安大朝進軍，但安大朝已經過河，被安國亨擊敗。安國亨遣使赴明求和，移交了部分兇徒，並割地安置了安智母子，還所費兵糧。萬曆五年（1577年），明廷赦免了安國亨，僅革去宣慰使之職。
萬曆九年（1581年），貴陽發生乜香之亂，安國亨參與了對叛亂的鎮壓。自被革職之後，安國亨內修政令、外勤王事，多次派人去北京請求復職，但都沒有被允許。萬曆十三年（1585年），播州土司楊應龍進獻大木，他也請求以復職為條件進獻大木，得到准許。然而大木不至，被巡撫蕭彥彈劾。安國亨歸罪於木商，請求補貢，並彈劾蕭彥。萬曆帝原本準備降罪於蕭彥，但被申時行的勸阻，改任雲南巡撫。
萬曆二十五年（1597年），安國亨去世。翌年，其子安疆臣繼承土司之位。